# Solter virgilii
Solter virgilii är en insektsart som beskrevs av Navás 1931. Solter virgilii ingår i släktet Solter och familjen myrlejonsländor. Inga underarter finns listade i Catalogue of Life.